# Hickman
Hickman je priimek več oseb:
- Darryl Hickman, ameriški igralec
- Dwayne Hickman, ameriški igralec
- Henry Temple Devereux Hickman, britanski general
- John Burfield Hickman, britanski general